# Štikada
Štikada falu Horvátországban Lika-Zengg megyében. Közigazgatásilag Lovinachoz tartozik.

## Fekvése
Gospićtól légvonalban 42 km-re, közúton 52 km-re délkeletre, községközpontjától légvonalban 11 km-re, közúton 15 km-re délkeletre, Gračactól 5 km-re északnyugatra a Likai-mező és a Gračaci-mező közötti szorosban, az 50-es számú főút mentén, a Ričica-patak és a Ričice-tó partján, a megye délkeleti csücskében fekszik.

## Története
1689-ben a Marko Mesić pap vezette felkelők szabadítottak fel a török uralom alól. A terület néptelen volt. A telepítés első szervezője Marko Mesić volt aki 1691 és 1712 között lényegében teljesen betelepítette a területet. A betelepített lakosságot a Gacka és a Zrmanja völgyéből érkezett pravoszláv vlachok, valamint a Tengermellék és Észak-Dalmácia területéről érkezett bunyevácok képezték. 1789-ben megépült a dalmáciai főútvonal részeként Gospić-Lovinac-Gračac főút, amely a településen haladt át. Népiskoláját 1869-ben nyitották meg. 1878-ban a Ričica-patak kiöntése következtében nagy árvíz pusztított, amely több mint négy hónapig tartott és élelmiszerhiányt idézett elő. Az árvíz következtében eliszaposodott a gračaci Međaković-barlang víznyelője. 1880 és 1886 között a víz levezetése érdekében a Ričicát és a barlangot egy kilométer hosszú csatornával kötötték össze. 1857-ben 2425, 1910-ben 1709 lakosa volt. A trianoni békeszerződés előtt Lika-Korbava vármegye Gračaci járásához tartozott. Ezt követően előbb a Szerb-Horvát-Szlovén Királyság, majd Jugoszlávia része lett. 1922-ben átadták a falu vasútállomását az újonnan épített Gospić – Gračac vasútvonalon. 1953-ban a kevés gyermek miatt bezárták a falu iskoláját. 1991-ben lakosságának 87 százaléka szerb volt. Szerb lakossága még ez évben a Krajinai Szerb Köztársasághoz csatlakozott. A horvát hadsereg 1995. augusztus 6-án foglalta vissza. Szerb lakossága elmenekült. A falunak 2011-ben 216 lakosa volt.

## Lakosság
| Lakosság változása | Lakosság változása | Lakosság változása | Lakosság változása | Lakosság változása | Lakosság változása | Lakosság változása | Lakosság változása | Lakosság változása | Lakosság változása | Lakosság változása | Lakosság változása | Lakosság változása | Lakosság változása | Lakosság változása | Lakosság változása |
| ------------------ | ------------------ | ------------------ | ------------------ | ------------------ | ------------------ | ------------------ | ------------------ | ------------------ | ------------------ | ------------------ | ------------------ | ------------------ | ------------------ | ------------------ | ------------------ |
| 1857               | 1869               | 1880               | 1890               | 1900               | 1910               | 1921               | 1931               | 1948               | 1953               | 1961               | 1971               | 1981               | 1991               | 2001               | 2011               |
| 2.425              | 2.307              | 1.709              | 1.643              | 1.787              | 1.709              | 1.780              | 2.437              | 497                | 523                | 601                | 554                | 513                | 545                | 175                | 216                |

## Nevezetességei
- Szent Péter és Pál apostolok tiszteletére szentelt szerb pravoszláv temploma[4] 1905-ben épült Hermann Bollé tervei alapján klasszicista stílusban. A második világháború idején az usztasák lerombolták, a falak a tetőpárkány szintjéig álltak. Egy másik templom is állt itt a Szent Arkangyalok tiszteletére, amelyet szintén a második világháború idején romboltak le. Egyhajós épület, a hajónál keskenyebb, hosszúkás félköríves apszissal, az oromzaton álló harangtoronnyal. A szentélyt diadalív választja el a hajótól. Parókiájához Kosa, Ponor, Krivokuća, Čiče, Jakšići és Duboki Do falvak tartoznak.
- A Ričice-tó három részből áll, területe 300 hektár és három patak, a Ričica, az Otuče és az Opsenice táplálja.